# Beardmore Inverness
Pour les articles homonymes, voir Beardmore.
Le Beardmore Inverness est un hydravion quadriplace de reconnaissance de l'entre-deux-guerres. Destiné à la Royal Navy il fut en fait conçu en Allemagne par le Dr Adolf Rohrbach.

## Quand la Royal Navy commande des prototypes en Allemagne
En 1924 le programme Short S.2 était déjà bien avancé quand le ministère de l'Air britannique prit connaissance des travaux du Dr Adolf Rohrbach sur la conception de grands avions à structure métallique. Il souhaita donc comparer un hydravion à coque monoplan de gros tonnage avec les biplans à structure en bois alors en service. Un cahier des charges (Specification 20/24) fut établi en conséquence. William Beardmore & Co, Ltd ayant fait l’acquisition d’une licence auprès de Rohrbach Metall Flugzeugbau GmbH, elle se vit notifier en novembre 1924 une commande pour deux Rohrbach Ro IV, qui devinrent en Grande-Bretagne BeRo.2 Inverness (Serial N183 et N184).
Pour accélérer le programme et contourner les conventions du Traité de Versailles le premier exemplaire fut construit chez Rohrbach à Berlin et assemblé à Copenhague par Metal Aeroplane A/S, filiale de Rohrbach.

## Description
L'Inverness se présentait comme un hydravion à coque monoplan construit essentiellement en duralium, quelques éléments de liaison et de torsion étant en acier. La voilure affichait un profil épais, un grand allongement et un dièdre important. Elle était réalisée autour d'un caisson de section rectangulaire sur lequel venaient se fixer des éléments de bord d'attaque et de bord de fuite. Les sections de bord d'attaque étaient fixées à l'intrados par des charnières et boulonnées à l'extrados, ce qui facilitait les visites, les sections de bord de fuite recevaient les réservoirs de carburant et supportaient les ailerons dont la compensation aérodynamique dépassait les saumons. La coque était à flancs plats, avec deux redents, et aménagée pour quatre hommes (un observateur/mitrailleur de proue, deux pilotes côte-à-côte et un mitrailleur dorsal). Toutes les surfaces d'empennage étaient rectangulaires, la dérive étant ajustable en vol pour corriger le couple moteur en cas de vol sur un seul moteur. La motorisation était assurée par deux Napier Lion V de 450 ch, entraînant des hélices bipales, montés en pylône au-dessus de la voilure, et la stabilité à flot par des ballonnets logés relativement près de la coque. Une des particularités de cet appareil était de disposer dans la coque de deux mâts et d'un jeu de voiles devant lui permettre de rejoindre la côte en cas d'amerrissage forcé.

## Deux prototypes décevants
Le premier exemplaire (Serial N183) gagna le Marine Aircraft Experimental Establishment (en) (MAEE) de Felixstowe le 18 septembre 1925 piloté par Herr Landmann. Les essais se prolongèrent jusqu’en avril 1926, révélant de nombreux défauts : mauvais comportement marin, instabilité en vol, performances médiocres, vibrations au niveau de l’empennage, gestion du carburant très compliquée... Cet appareil fut finalement détruit en 1927 durant des essais statiques.
Le second prototype (N184) fut assemblé à Dalmuir et prenait en compte un certain nombre de remarques formulées durant les essais : modifications du circuit de carburant et de refroidissement des moteurs, nouvel empennage... Il ne prit donc l’air que le 30 novembre 1928. Malgré les modifications apportées le MAEE décida de stopper le programme en avril 1929, le comportement naval et les performances en vol restant insuffisantes. Le N184 fut donc démoli.

## Sources
1. 1 2 3 4  Peter London
2. 1 2 3  Flight du 24 septembre 1925